# Condado de Lee (Kentucky)
O Condado de Lee é um dos 120 condados do estado americano de Kentucky. A sede do condado é Beattyville, e sua maior cidade é Beattyville. O condado possui uma área de 547 km² (dos quais 4 km² estão cobertos por água), uma população de 7 916 habitantes, e uma densidade populacional de 15 hab/km² (segundo o censo nacional de 2000). O condado foi fundado em 1870. O condado proíbe a venda de bebidas alcoólicas.